# Einschlagmacher
Einschlagmacher ist ein historischer Handwerksberuf. Einschlagmacher räucherten die für Wein und Most bestimmten Fässer mit Schwefel, der Einschlag genannt wurde, aus. Der Wein wurde aber auch direkt dem Einschlag ausgesetzt, wie in Grimms Deutschem Wörterbuch nachzulesen ist: „einschlag des weins, medicamen vini, was in den wein gehängt wird, um ihm farbe und geschmack zu geben, gewöhnlich linnene oder papierene, mit schwefel überzogene streifen“. Die Fässer selbst wurden von Küfern hergestellt.